# 牛津条例
牛津条例（英語：Provisions of Oxford）是一個英格兰的條約法例。1258年6月亨利三世在貴族逼使而召開「狂暴會議」中，被武裝貴族們逼使簽訂。文本由第六代莱切斯特伯爵西蒙·德孟福尔制定。依照大宪章，该条例维护了贵族在国王统治机构中的权力，表明了贵族所具有的反抗君主维护自身利益的能力。
依照條例，議會定期召開，每年三次。而國王不可不經過議會，而任意沒收土地或分配土地，還有擅自對外宣戰也不可以。